# Gyrophaena neonana
Gyrophaena neonana är en skalbaggsart som beskrevs av Charles Hamilton Seevers 1951. Gyrophaena neonana ingår i släktet Gyrophaena och familjen kortvingar. Inga underarter finns listade i Catalogue of Life.